# Bergakademie
Eine Bergakademie (BA) ist eine montanwissenschaftliche Bildungseinrichtung. An ihr erhalten künftige Berg- und Hüttenleute eine höhere Bildung. Wichtige neuzeitliche Ausbildungsrichtungen sind Geologie, Ingenieurgeologie, Mineralogie, Werkstoffwissenschaften, Geoökologie, Verfahrenstechniken und Markscheidewesen.
In Deutschland führten in neuerer Zeit noch vier Hochschulen diese Bezeichnung (früher auch in Böhmen, Südpolen und Russland), während die analoge Ausbildung in Österreich an der Montanuniversität Leoben erfolgt, in anderen Staaten meist an  Technischen Hochschulen, einer School of Mines (oder Mining School) oder an Naturwissenschaftlichen Fakultäten einer Universität.

## Entstehung der Bergakademien
Nicht zu verwechseln mit einer Bergakademie sind die Bergschulen, weil sie der beruflichen Ausbildung von Bergleuten dienten und vordergründig keine wissenschaftlichen Kenntnisse vermitteln. Vor der Gründung der Bergakademie Freiberg gab es aber eine wachsende Qualifizierung der Inhalte in den Bergschulen, weil der technische Fortschritt neue Lehrinhalte erzwang. Diese Entwicklung führte zur Bildung akademischer Montanschulen (zuerst in Freiberg, 1765).
Das Modell und viele Lehrinhalte der Bergakademie Freiberg wurden bei der Gründung vergleichbarer Montanhochschulen in zahlreiche Länder übertragen. Ehemalige ausländische Freiberger Bergakademisten trugen die dafür notwendigen Erkenntnisse in ihre Länder. Eine besondere Bedeutung  kommt in diesem Zusammenhang Abraham Gottlob Werner zu, der in besonders anschaulicher Weise einen für damalige Zeiten modernen Unterricht in zahlreichen bergbaukundlichen Fächern hielt.
Vom schottischen Geologen Charles Lyell ist in diesem Zusammenhang ein Zitat von 1833 übermittelt: „In wenigen Jahren erlangte die vorher in Europa unbekannte Bergakademie (zu Freiberg) den Ruf einer großen Universität, und Männer, die sich schon in wissenschaftlicher Hinsicht ausgezeichnet hatten, studierten die deutsche Sprache und kamen aus entfernten Gegenden herbei, um das große Orakel der Geologie zu hören.“

## Bergakademien und vergleichbare Einrichtungen
| Name                                                 | Ort              | Staat                                               | Gründung | Schließung | Bekannte Personen | Bemerkungen |  |
| ---------------------------------------------------- | ---------------- | --------------------------------------------------- | -------- | ---------- | ----------------- | --- |  |
| Det Kongelige Norske Bergseminarium                  | Kongsberg        | Norwegen                                            | 1757     | 1814       |                   | |  |
| Bergakademie Schemnitz                               | Schemnitz        | Kaisertum Österreich, Ungarn                        | 1763/70  | 1919       |                   | an die Westungarische Universität in Sopron verlegt |  |
| Karls-Universität Prag                               | Prag             | Kaisertum Österreich, Böhmen                        | 1763     | 1772       |                   | an die Bergakademie Schemnitz verlegt |  |
| Bergakademie Freiberg                                | Freiberg         | Deutschland, Sachsen                                | 1765     |            |                   | |  |
| Bergakademie Berlin                                  | Berlin           | Deutschland, Preußen                                | 1770     | 1916       |                   | |  |
| Staatliches Bergbauinstitut Sankt Petersburg         | Sankt Petersburg | Russland                                            | 1773     |            |                   | [ 3 ] |  |
| Technische Universität Clausthal                     | Clausthal        | Deutschland, Fürstentum Braunschweig, Niedersachsen | 1775     |            |                   | seit 1968 Universität |  |
| Polytechnische Universität Madrid                    | Madrid           | Spanien                                             | 1777     |            |                   | |  |
| Academia de Minas en Almadén                         | Almadén          | Spanien                                             | 1777     |            |                   | |  |
| Academia de Minas                                    | Potosí           | Bolivien                                            | 1779     | 1782       |                   | |  |
| École nationale supérieure des mines de Paris        | Paris            | Frankreich                                          | 1783     |            |                   | |  |
| Szkoła Akademiczno-Górnicza                          | Kielce           | Polen                                               | 1816     | 1827       |                   | auch bekannt als Akademia Górnicza w Kielcach (Bergakademie Kielce) |  |
| Montanuniversität Leoben                             | Leoben           | Österreich                                          | 1840     |            |                   | |  |
| Bergakademie Příbram                                 | Příbram          | Kaisertum Österreich, Böhmen                        | 1849     |            |                   | vorläufige Schließung November 1939. 1945 nach Ostrava verlegt und am 8. September 1945 als Technische Universität Ostrava neueröffnet.                                                                         |  |
| Royal School of Mines                                | London           | Großbritannien                                      | 1851     | 1907       |                   | im Imperial College London aufgegangen, dort keine eigene Bergbaufakultät mehr |  |
| Escuela de Minas de Copiapó                          | Copiapó          | Chile                                               | 1857     |            |                   | |  |
| Colorado School of Mines                             | Golden           | USA, Colorado                                       | 1873     |            |                   | |  |
| Camborne School of Mines, University of Exeter       | Exeter           | Großbritannien                                      | 1888     |            |                   | |  |
| Universität Akita                                    | Akita            | Japan, Präfektur Akita                              | 1910     |            |                   | |  |
| Berg- und Hüttenakademie Krakau                      | Krakau           | Polen                                               | 1919     |            |                   | |  |
| St. Iwan-Rilski-Universität für Bergbau und Geologie | Sofia            | Bulgarien                                           | 1959     |            |                   | |  |
| Chinesische Universität für Geowissenschaften        | Peking / Wuhan   | China                                               | 1952     |            |                   | Gegründet unter der Bezeichnung „Beijing College of Geology“ als Merger der geologischen Abteilungen der Universität Peking, der Tsinghua-Universität, der Tianjin-Universität und des Tangshan Railway College |  |
| Chinesische Universität für Bergbau und Technologie  | Xuzhou           | China                                               | 1909     |            |                   | |  |
| University of Mines and Technology                   | Tarkwa           | Ghana                                               | 2001     |            |                   | |  |